# Alexis Lozano
Alexis Lozano (Quibdó, Chocó, Colòmbia, 10 de juliol del 1958) és un intèrpret, arranjador i director de música salsa.

## Biografia
Va aprendre de nen guitarra i percussió a les festes familiars i a les "timbes", agrupacions musicals infantils xocoanes. Els seus germans músics li van ensenyar guitarra, progressions harmòniques, composició de muntanyes i acompanyament musical, tot matisat amb l'experiència de veure conformar-se i desfer-se els conjunts de barri dels quals formaven part. Als dotze anys va organitzar el seu propi grup, Los Tremenditos, amb guitarres acústiques, tambors, bongó i maraques. Interpretaven música salsa, en aquest temps coneguda com a música antillana, i temes del folklore xocoà. Les primeres lliçons de solfeig i gramàtica musical les va prendre a l'església principal de Quibdó amb el rector Isaac Rodríguez. Aquests fonaments li van servir de base per interpretar música popular. Va ingressar a la banda de Quibdó, on va aprendre a tocar clarinet, tuba, bugle i bombardí i es va convertir en el músic comodí. El 1978 va viatjar a Bogotà i va entrar a la Banda Presidencial. Va establir contacte amb el compositor Jairo Varela i el guitarrista Ostwal Serna i junts van organitzar el grup Niche, amb Alexis Lozano com a arranjador i cofundador. El tema Buenaventura i Caney inclòs al LP Querer és poder, els va donar a conèixer nacionalment. Van viatjar als Estats Units i van gravar el LP Prepa rate. A principis de 1983, Lozano va fer el seu darrer treball amb Niche a l'àlbum Directe des de Nova York, que inclou arranjaments de temes com La negra i la febre. Abans de constituir-se en orquestra, Guayacán va ser, per iniciativa de Lozano, una escola de música popular que va intentar canalitzar el talent de músics joves sense més formació acadèmica. Tres anys després, els mateixos estudiants d'aquella escola van formar Guayacán, una orquestra de tipus investigador, i van gravar el seu primer disc. El 1987 van gravar el seu segon LP. A partir d'aquella època van començar a gravar amb el sell FM: el quart LP, titulat La més bella, va sortir a finals del 1989; el 1990, Guayacán Orquestra, cinc anys aferrada a gust, el 1991, Sentimental de punta a punta, i el 1992, Co el cor obert. El 1997 va sortir al mercat el seu CD 14 Èxit durs com Guayacán, al segell AMG.